# Sven Åblad
Sven Birger Åblad, född 21 oktober 1914 i Göteborgs Gamlestads församling, Göteborg, död 20 juli 1982 i Masthuggets församling, Göteborg
, var en svensk handbollsspelare i Redbergslids IK och svenska landslaget.

## Karriär
Spelade för Redbegslids IK från den allsvenska seriens början och vann två SM-guld 1933 och 1934 med den klubben. I SM-finalen 1934 vann Redbergslid med 15-9 mot Sollefteå. Laget hade tre fyramålsskyttar och en av dem var Sven Åblad. Han var också med om att vinna tre seriesegrar i allsvenskan med Redbergslid.

## Landslagskarriär
Sven Åblad spelade 9 A-landskamper och gjorde 5 mål åren 1935-1941. Största framgången blev ett VM-brons i inomhus VM i Berlin 1938. Landskamper var sju inomhus och två utomhus.
|   | Datum        | Landslag                                   | Plats       | Resultat        |
| - | ------------ | ------------------------------------------ | ----------- | --------------- |
| 1 | 27 feb 1935  | Sverige - Danmark första landskamp inomhus | Köpenhamn   | 18 - 12         |
| 2 | 22 aug 1937  | Sverige - Danmark Utomhus                  | Köpenhamn   | 8 - 4           |
| 3 | 19 sep 1937  | Sverige - Tyskland Utomhus                 | Göteborg    | 6-21            |
| 4 | 5 feb 1938   | Sverige - Österrike                        | Berlin (VM) | 4 - 5 (1 mål)   |
| 5 | 6 feb 1938   | Sverige - Danmark                          | Berlin (VM) | 2 - 1           |
| 6 | 6 feb 1938   | Sverige - Tyskland                         | Berlin (VM) | 2 - 7 (1mål)    |
| 7 | 24 mars 1938 | Sverige -Tyskland                          | Göteborg    | 15 - 16 (3 mål) |
| 8 | 22 jan 1941  | Sverige -Tyskland                          | Göteborg    | 14 - 15         |
| 9 | 5 feb 1941   | Sverige - Danmark                          | Köpenhamn   | 21 - 12         |

## Meriter
- 2  SM-guld med Redbergslids IK 1933[4] och 1934
- VM-brons 1938 med Sveriges herrlandslag i handboll

### Fotnoter
1. ↑  Sveriges Dödbok SDB 1830-2020, USB, Version 8, Sveriges Släktforskarförbund (2020)
2. ↑  ”Sven Birger Åblad”. Svenska gravar. http://www.svenskagravar.se/gravsatt/66538865. Läst 15 oktober 2019.
3. ↑  Lyberg, Wolf (1953). ”Sveriges landskamper utomhus, Sveriges landskamper inomhus”. Boken om Handboll
4. ↑  Lyberg, Wolf (1953). Boken om handboll. sid. 47 (SM-guld 1933) 48 (Sm-guld 1934)